# Carlo Senoner
Carlo („Carletto“) Senoner (* 24. Oktober 1943 in Wolkenstein in Gröden) ist ein ehemaliger italienischer Skirennläufer.
Senoner wurde 1958 ins italienische Ski-Nationalteam aufgenommen. 1959 wurde er italienischer Meister im Riesenslalom. Er nahm 1960 erstmals an Olympischen Spielen teil und gewann 1961 Slalom und Riesenslalom der 3-Tre-Rennen in Canazei. Den größten Erfolg seiner Karriere feierte er bei den Weltmeisterschaften 1966 in Portillo, als er im Slalom Weltmeister wurde. Damit konnte er als einziger die Siegesserie der französischen Skinationalmannschaft durchbrechen, die alle anderen sieben Wettbewerbe gewann, und war zugleich der erste italienische Weltmeister seit dem Olympiasieg von Zeno Colò 1952. Nach der Teilnahme an den Olympischen Winterspielen 1968 beendete er seine sportliche Karriere.
Senoner betreibt in Wolkenstein in Gröden ein Hotel, das er zur Erinnerung an seinen errungenen Weltmeistertitel „Portillo“ nannte.